# Ayats

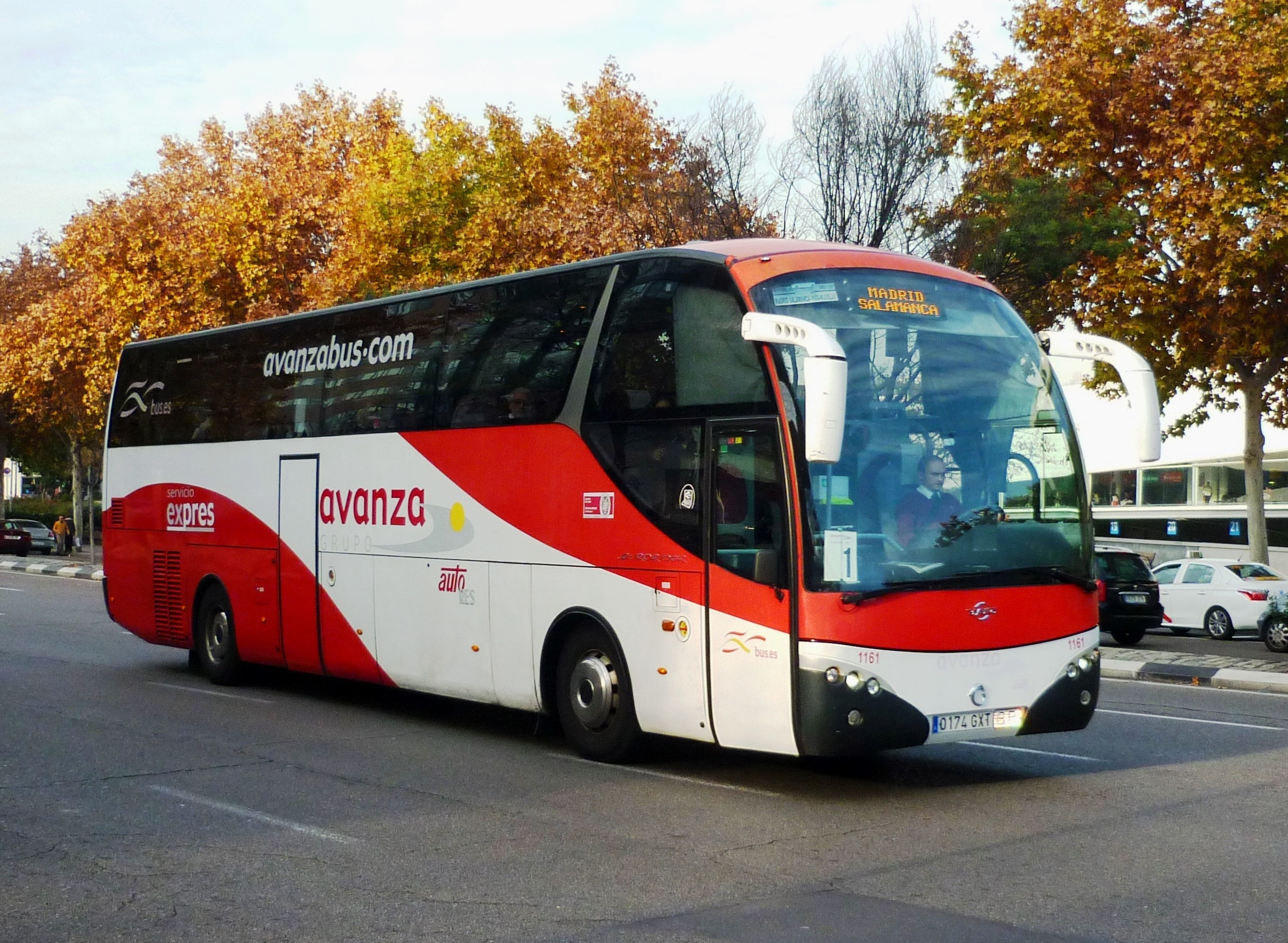
Autobus Iveco EuroRider avec carrosserie Ayats

Ayats est le nom commercial de la société Carrocerías Ayats SA, un carrossier industriel installé dans la province de Gérone, en Catalogne (Espagne). L'entreprise construit une large gamme de carrosseries pour autocars de luxe et GT sur des châssis de constructeurs réputés ou ses propres châssis. Les modèles carrossés par Ayats sont distribués dans tous les pays d'Europe.

## Histoire
L'entreprise a été créée en 1905 par M. Juan Ayats à Arbúcies, un petit village du comté de Selva dans la province de Gérone, en Catalogne, Espagne. Cette petite bourgade offrait l'avantage d'être située au plein milieu d'une zone très densément boisée ("Selva" signifie "forêt" en catalan), matériau indispensable car, à cette époque, toutes les carrosseries étaient en bois.
Ayats est l'un des nombreux carrossiers basés à Arbúcies, les autres sont notamment Indcar, le plus ancien d'entre eux, Beulas, Noge et Boari.

### Histogramme de la société
- 1905 - Joan Ayats Casas, âgé de 24 ans, crée sa petite entreprise de menuiserie et construit son premier véhicule motorisé pour le transport du charbon entre les mines du Montseny et la gare ferroviaire Hostalric. Quinze salariés travaillent dans l'entreprise en 1911.
- 1914 - période d'expansion dans le secteur du bois. La quantité et la qualité du bois des forêts du Montseny sert pour la construction des véhicules construits par AYATS. La maîtrise du façonnage de la tôlerie et l'application de peintures souples permet d'incorporer des surfaces tôlées dans les finitions extérieures des carrosseries.
- 1936 - Début de la guerre civile espagnole. AYATS compte 48 salariés. Les ateliers sont collectivisés et tous les véhicules sont saisis, ce qui provoque l'arrêt des commandes. Des véhicules militaires de transport de troupes, des ambulances et du matériel de guerre sont construits. À la fin de la guerre, Joan Ayats Casas est en prison et son fils Joaquim est toujours au service militaire. Joan Vilá Carré prend la direction générale jusqu'à la libération du fondateur.
- 1949 - l'Espagne est frappée de sanctions internationales et ne peut bénéficier des aides du plan Marschall. Le pays connait une récession.
- 1955 - AYATS affine le style de ses carrosseries avec l'apport des grands carrossiers italiens et la forte présence de Fiat et la création de Seat. AYATS travaille sur la base de châssis Pegaso.
- 1969 - AYATS s'engage dans une innovation structurelle dans la conception de ses véhicules, en plaçant le moteur à l'arrière,
- 1977 - En juin se tiennent les premières élections libres et démocratiques en Espagne. AYATS connait une forte crise qui a failli faire disparaître la société. Le directeur Juan Vilá Cumalls, parvient à renflouer l'entreprise.
- 1982 - La fin des monopoles d'État dans plusieurs secteurs de l'économie espagnole, notamment la construction de châssis motorisés Pegaso, va permettre une refonte très important de la politique commerciale de l'entreprise, la seule entreprise espagnole à fabriquer et commercialiser ses propres châssis. Carrocerías AYATS SA devient un vrai constructeur d'autocars.
- 1986 - L'Espagne entre officiellement dans la Communauté européenne et les autocars AYATS peuvent être exportés sans taxes pénalisantes dans tous les pays de la CEE. Ils deviennent rapidement une référence de la production espagnole. Pour satisfaire une demande croissante, une nouvelle usine est construite à Can Cali, Arbúcies, qui occupe plus de 200 salariés et assure une production annuelle de 200 unités. Les premiers véhicules à deux étages sont construits sur des châssis AYATS.
- 2000 - Les véhicules carrossés par AYATS sont désormais exportés dans le monde entier.
- 2004 - AYATS est désormais entièrement gérée par la famille Vilá. La société a une production annuelle de 450 véhicules.
- 2010 - La forte baisse de la demande en Europe, provoquée par la grave crise économique et financière de 2008, oblige AYATS à rechercher de nouveaux marchés d'exportation. En octobre, le premier autocar AYATS débarque au Mexique.

## Les modèles
- Atlantis
- Atlas 2
- Bravo
  - Bravo 1
  - Bravo 2
  - Bravo 3 (nom non officiel du Bravo 1 Megaloader).
  - Bravo City/Urbis
- Platinum
- Eclipse
- Jupiter
- Olympia